# Personligt pronomen
Personliga pronomen är en typ av pronomen som uttrycker en viss grammatisk person. I en sats representerar det en grammatisk fras som i regel har nämnts eller kommer att nämnas. 

## Personliga pronomen i svenskan
I svenskan har personliga pronomen tre kasusliknande former: subjektsform, objektsform och genitivform. Subjekts- och objektsformen används när ett pronomen står som subjekt respektive objekt i satsen. De har plural- och singularformer, som anger om det representerade är en eller flera. Pronomen som uttrycker ägande (mitt, deras) räknas vanligen inte som personliga pronomen utan som possessiva pronomen, eftersom de ofta är tydligt bundna till det ägda och kongruensböjs likt en bestämd artikel eller ett adjektiv. Personliga pronomen i svenskan omfattas av två grammatiska genus. Han och hon omfattas dessutom av maskulint respektive feminint sexus, semantiskt genus.
|               | Subjektsform                 | Subjektsform | Objektsform                             | Objektsform |
| ------------- | ---------------------------- | ------------ | --------------------------------------- | ----------- |
| Numerus       | Singular                     | Plural       | Singular                                | Plural      |
| Första person | jag                          | vi           | mig                                     | oss         |
| Andra person  | du                           | ni           | dig                                     | er          |
| Tredje person | han, hon, hen, den, det, man | de           | honom, henne, hen (henom), den, det, en | dem         |

Det finns grundläggande likheter mellan personliga pronomen i de flesta indoeuropeiska språk, även om de kan indelas annorlunda än i svenskan. Till exempel har många indoeuropeiska och semitiska språk pronomen med definierade genus eller sexus (eller båda delar).
I svenska språket används det personliga pronomenet det som ett inledande formellt subjekt för att senarelägga det egentliga subjektet:
- Det är roligt att cykla tidigt på morgonen.
- Det ligger en katt på golvet.

Svenskans syntax kräver ibland ett tomt subjekt, vilket också utgörs av pronomenet det: 
- Det regnar.
- Hur är det?

### Artighetsformer
I modern svenska finns inget riktigt etablerat artighetspronomen, på samma sätt som i till exempel spanska eller tyska. Den helt dominerande tilltalsformen vid tilltal till en enda person är du, även om personerna ifråga inte känner varandra eller om de har olika social status. Fram till 1960-talet användes du för personer i den närmare bekantskapskretsen, samtidigt som det allmänt accepterade sättet att på ett artigt sätt tilltala en främmande eller mindre bekant person var att använda personens titel och efternamn. Bruket blev mer och mer opraktiskt, och omkring 1970 började det försvinna mer och mer, särskilt efter du-reformen inom dåvarande Medicinalstyrelsen. Pronomenet ni användes vid tilltal "till mindre bekanta personer eller af ringare stånd än den talande", och att tilltala en person man "var du med" med ni uppfattades som ett kraftigt avståndstagande och en direkt förolämpning. Servicepersonal som inte visste titeln sa vanligen herrn eller damen. Sedan 1990-talet har emellertid ni åter kommit i bruk som tilltal till enskilda personer i vissa sammanhang, till exempel av servicepersonal vid kontakt med kunder, och utan att den talande avser att uttrycka ringaktning.

### Könsneutrala pronomen
I många språk uttrycker vissa personliga pronomen semantiskt genus (sexus). Användandet av sådana pronomen (exempelvis "han" eller "hon") anger alltså vilket kön den omtalade har. I bland annat semitiska språk gäller detta även för pronomen i andra person singular; "du" uttrycks olika beroende på om man vänder sig till en man eller en kvinna. Språk ur många andra språkfamiljer (till exempel finska) saknar helt könsbestämning i sina pronomen.
I vissa språksituationer finns ett behov av att referera till en person utan att uttrycka något om dennes könstillhörighet. I svenska språket kan detta bland annat lösas med det könsneutrala pronomenet hen, som vunnit viss spridning under 2010-talet. Ordet kritiserades en del under början av 2000-talet men är numera accepterat i de flesta sammanhang. Ett annat könsneutralt pronomen - den - kan användas i förbindelser som "Den som...". Pronomenet "denne" används ibland när man behöver ett könsneutralt pronomen och är vanligt i lagar. Ett exempel är "Den som utpekar någon såsom brottslig eller klandervärd i sitt levnadssätt eller eljest lämnar uppgift som är ägnad att utsätta denne för andras missaktning, dömes för förtal till böter." Ordet har också en tendens att låta något ålderdomligt och stelt, och eftersom ändelsen -e på adjektiv är traditionell maskulinumböjning kan det ge intryck av att det är en man som omnämns.  Ett adjektiv som ofta används på samma sätt som "denne" är "vederbörande". Också det ordet tenderar att låta ålderdomligt och är inte stilistiskt neutralt.

### Utelämnande
I svenskan utelämnas ibland personliga pronomen i subjektsform i vardagligt talspråk, även om det inte anses vara korrekt skriftspråk. Det gäller i första hand "jag", exempelvis "kommer snart" och "tänkte inte på det". 
Många språk tillåter att pronomen utelämnas, i synnerhet i subjektsform. Ofta förekommer då ett verb i en form som varierar med person och därmed anger vem som är subjekt, till exempel spanska "(Nosotros) Vamos a la playa": "(Vi) går till stranden".